# Spostamento (pugilato)

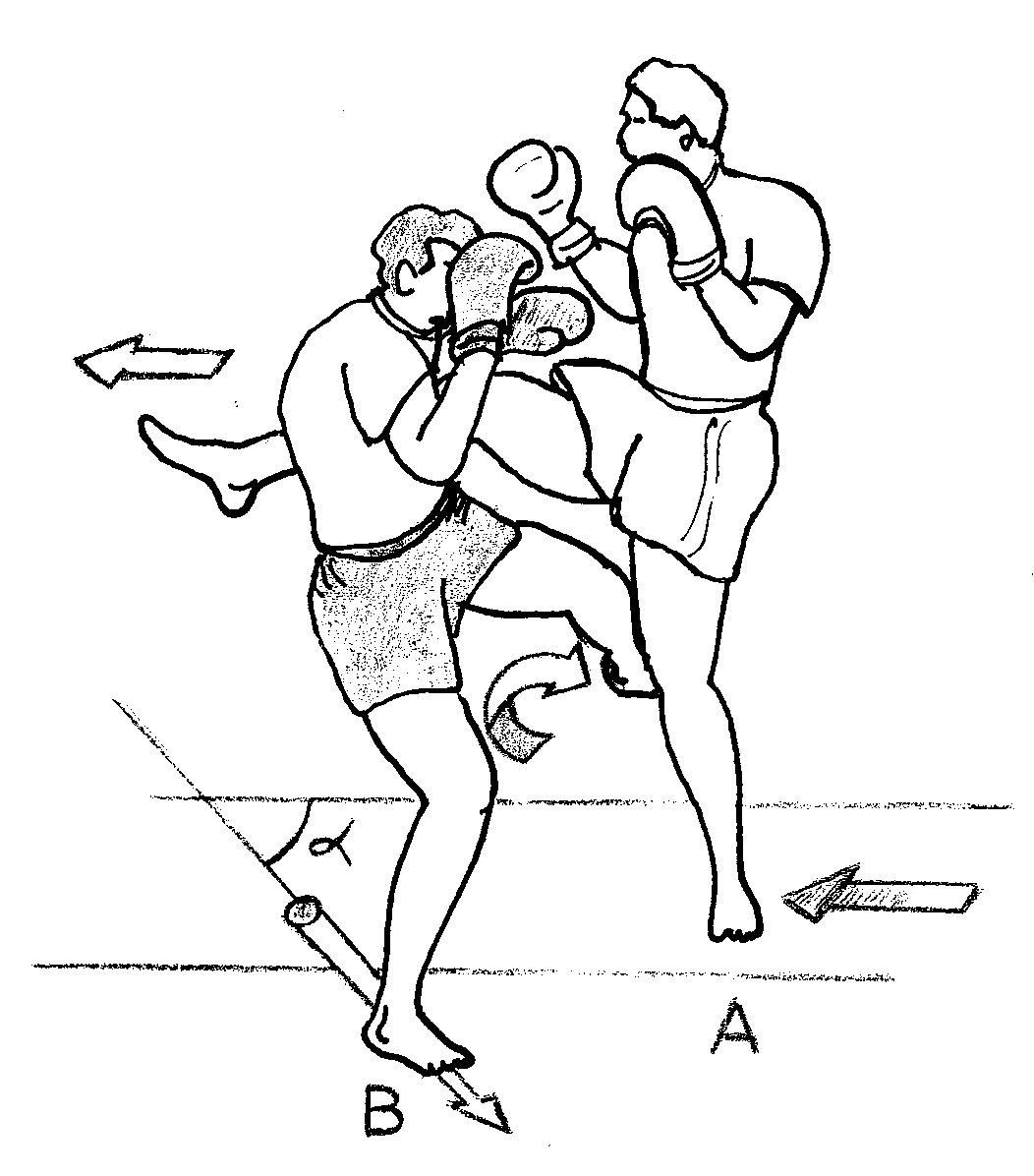
Spostamento

Un spostamento, nel pugilato e altri tipi di lotta, significa un collocamento del corpo fuori dall'asse di attacco dell'avversario con l'aiuto di un movimento laterale. Questo tipo di azione è in francese chiamato décalage. Parlano anche di "passo di diagonale"  quando lo spostamento si effettua su un asse obliquo.
Certi periti di sport da combattimento differenziano lo "spostamento"  di "straripamento":
- Spostamento: un piede all'infuori del corridoio di affrontamento diretto
- Straripamento: uscita dei due appoggi del corridoio di affrontamento diretto (Lalès,  2005). E disgaggiamento: uscita di un imprigionamento in un angolo o contro le corde (Delmas, 1981).

## In sport da combattimento
Negli sport da combattimento (attività di pugilato e di tipo scherma), egli si eseguisce in situazione difensiva come offensiva. Questa attività è necessaria per evitare di essere raggiunto nell'asse diretto per l'avversario in tre casi:
- in un'offensiva dell'avversario nell'asse diretto (difesa per evitazione laterale del tronco);
- in una controffensiva personale (controllo, colpo di arresto, colpo di contro o contrattacco);
- in un'offensiva personale.

## Illustrazione in pugilato

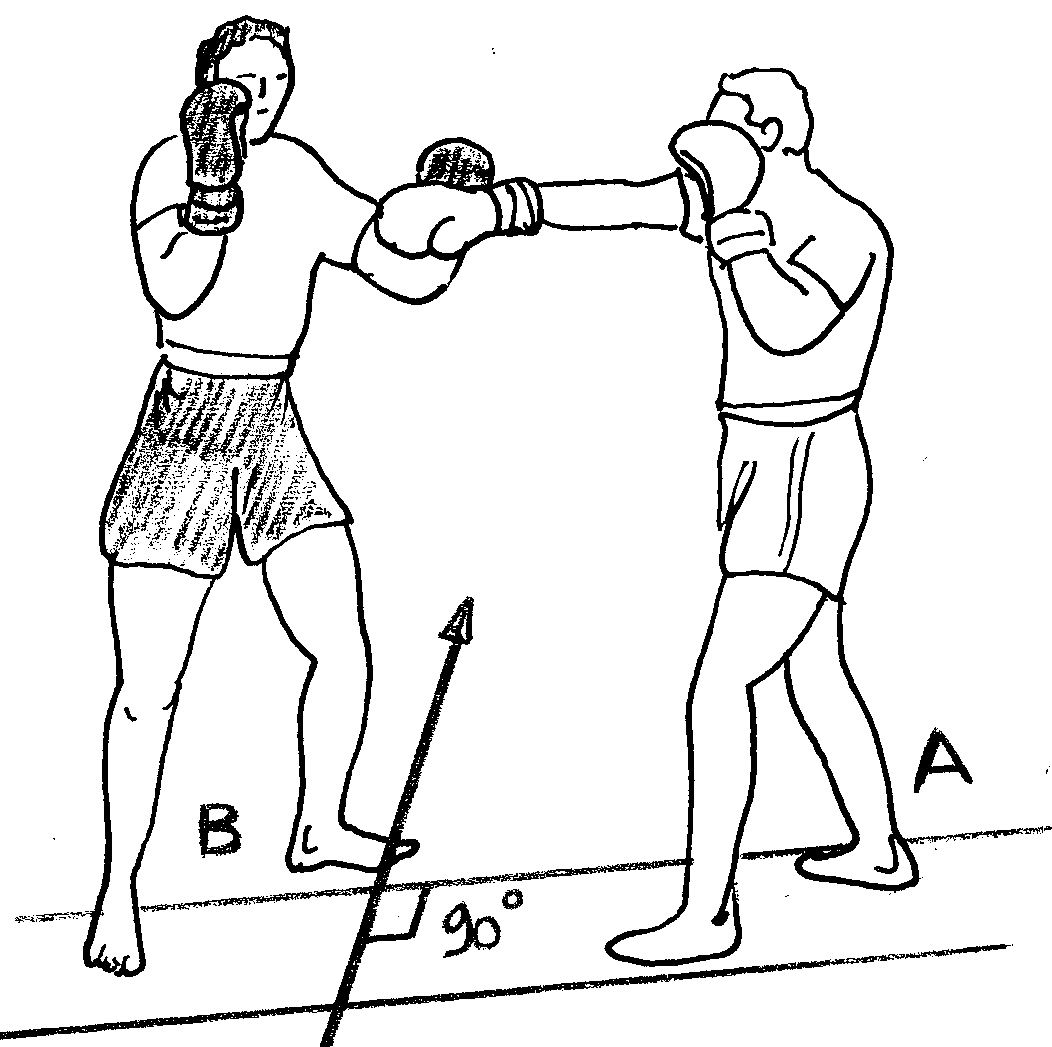
(B) evita il cross dell'avversario grazie ad un appoggio esterno di spostamento
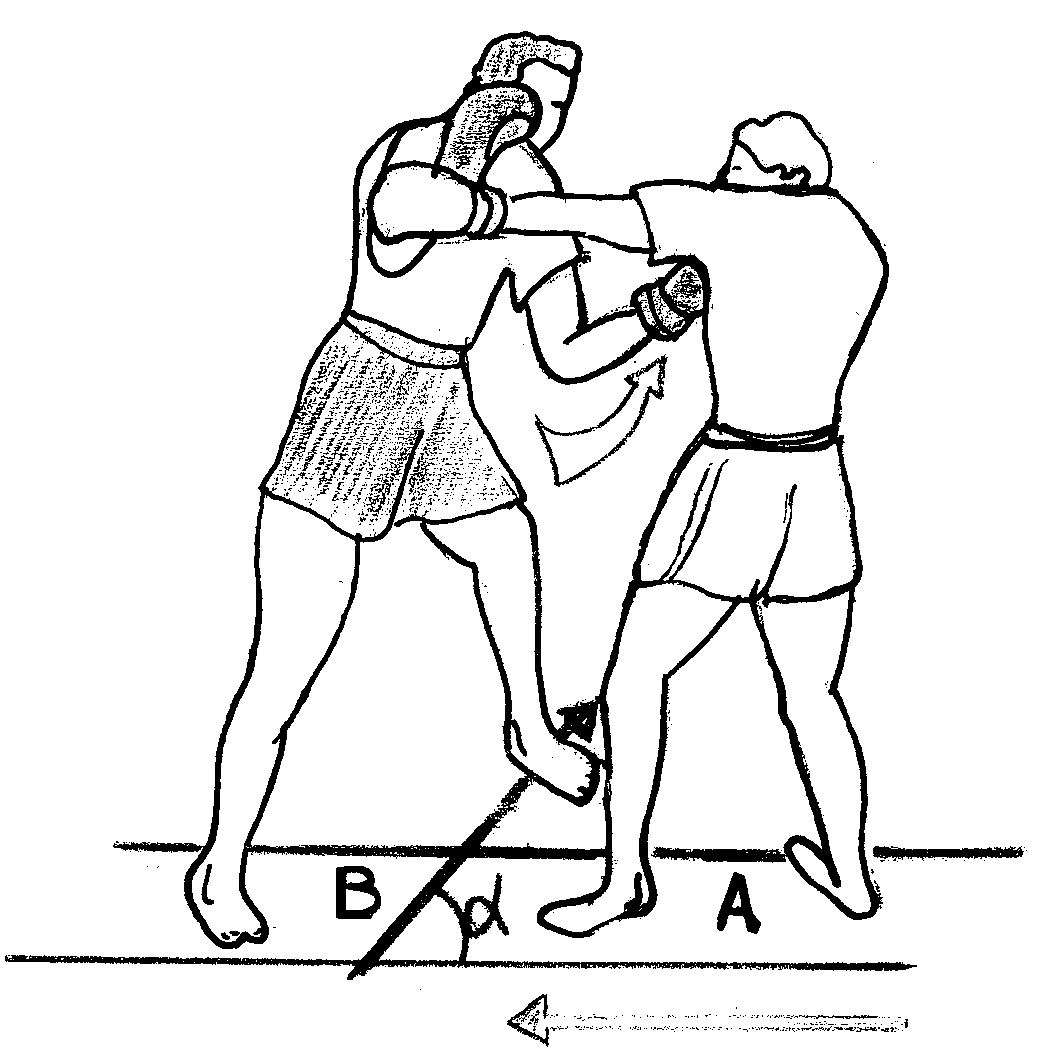
Dopo un appoggio esterno di spostamento, (B) contrattacca con montante
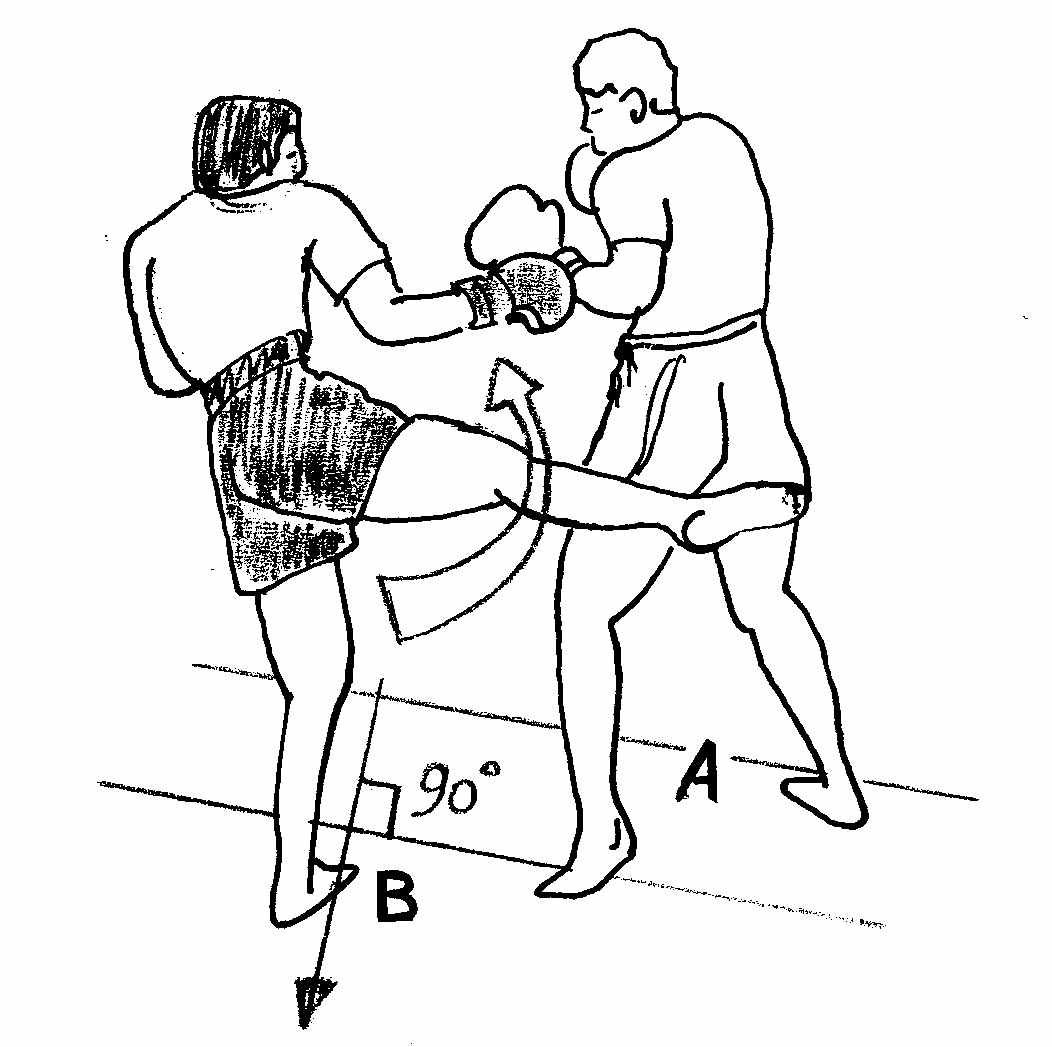
Dopo uno straripamento dell'avversario, (B) contrattacca con pedata circolare della gamba esterna
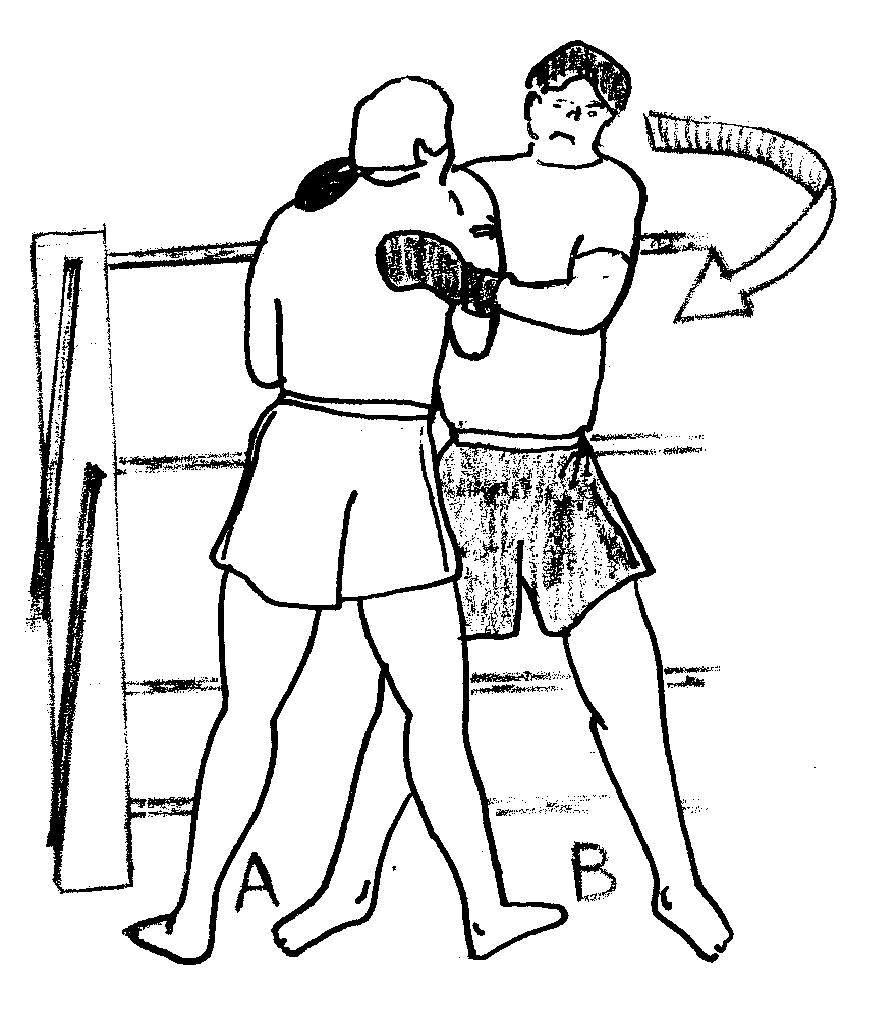
Dopo un imprigionamento contro le corde, (B) effettua un'uscita laterale

## Fonti
- Georges Blanchet, Boxe et sports de combat en éducation physique, Ed. Chiron, Paris, 1947
- Alain Delmas, 1. Lexique de la boxe et des autres boxes (Document fédéral de formation d'entraîneur), Aix-en-Provence, 1981-2005 - 2. Lexique de combatique (Document fédéral de formation d'entraîneur), Toulouse, 1975-1980.
- Jack Dempsey, Championship fighting, Ed. Jack Cuddy, 1950
- Gabrielle & Roland Habersetzer, Encyclopédie des arts martiaux de l'Extrême-Orient, Ed. Amphora, Paris, 2000
- Louis Lerda, J.C. Casteyre, Sachons boxer, Ed. Vigot, Paris, 1944
- Marcel Petit, Boxe: technique et entraînement, Paris, Ed. Amphora, Paris, 1972